# Шмидт, Аксель
Аксель Шмидт (20 октября 1870 — 12 декабря 1940) — немецкий публицист, редактор и историк.

## Биография

### Происхождение
Родился в Дерпте, по происхождению балтийский немец. Предки жили на территории Восточной Пруссии, откуда в 1734 г. переселились в Лифляндию.
Отец — известный прибалтийский юрист Карл Александр Освальд фон Шмидт (19.1.1823-29.7.1890), действительный статский советник, выпускник юридического факультета Дерптского университета (1846), профессор права, с 1870 г. проректор Дерптского университета. 
Мать — Вильгельмина Елизавета Экардт. 
Дед по отцовской линии — Готтлоб Александр фон Шмидт (1794-1871), священник, суперинтендант консистории острова Эзель.
Окончил гимназию в Дерпте. В 1890-1895 гг. изучал теологию и историю в Дерптском университете. Работал редактором газет в Ревеле (1896-1900) и Риге (1907-1911). В 1911 г. перебрался в Берлин.

### Публицист и интеллектуал
В годы Первой мировой войны был одним из заметных представителей консервативной публицистики в Германии. В ходе антирусской пропагандистской компании выступал экспертом по русским делам и национальному вопросу в России, консультировал германское правительство по восточноевропейской политике. Был близким сотрудником Пауля Рорбаха, вместе с которым в марте 1918 г. основал в Берлине "Германо-украинское общество" и стал его секретарем. Сторонник независимости Украины, летом 1918 г. с официальным визитом посетил Украинскую державу, в том числе Киев.
Редактор журналов "Германская политика" (1917—1921), "Украина" (1918-1926), "Германская мысль" (1925—1928). 
В 1930-х гг. работал под эгидой Антикоминтерна. В советской публицистике Шмидт именовался "дегенератом" и "продажным журналистом" на службе "германского империализма".
Умер в результате несчастного случая. 

## Сочинения
- Die russische Sphinx // Der deutsche Krieg. Heft 7. Berlin-Stuttgart: Deutsche Verlags-Anstalt, 1914.
- Das Endziel Russlands. Stuttgart: Engelhorn, 1916.
- Die russische Revolution. Stuttgart: Engelhorn, 1917.
- Russische Weltverteilungspläne. Jena: E. Diederichs, 1917.
- Kann Russland ohne die baltischen Häfen leben? // Deutsche Politik, 1918, Heft 13.
- Der Sturz des Hetmans // Die Ukraine. Heft 2 (1919). S. 25—29.
- Die national-ukrainische Bewegung vor dem Weltkriege // Die Ukraine. Heft 3 (1919). S. 57—60.
- Die Entente und die Ukraine // Die Ukraine. Heft 6 (1919). S. 129—132.
- Die Ukraine und Grossrussland // Die Ukraine. Heft 7-9 (1919). S. 156—159.
- Zur Lage in der Ukraine // Die Ukraine. Heft 10-12 (1919). S. 227—231.
- Denikins Zusammenbruch // Die Ukraine. Heft 1 (1920). S. 3—6.
- Der Umschwung in der Ukraine // Die Ukraine. Heft 3 (1920). S. 57—60.
- Das ukrainische Parteiwesen // Die Ukraine. Heft 4 (1920). S. 80—84.
- Polen oder Moskau // Die Ukraine. Heft 5 (1920). S. 99—102.
- Bolschewistisches Zeugnis für die Stärke der ukrainischen Idee // Die Ukraine. Heft 7 (1920). S. 151—154.
- Die Erhebung der ukrainischen Bauern gegen die Bolschewisten // Die Ukraine. Heft 8 (1920). S. 172—176.
- Der Ideenkampf der Parteien in der Ukraine // Die Ukraine. Heft 9 (1920). S. 195—197.
- Winnitschenko über den grossrussischen Bolschewismus // Die Ukraine. Heft 10 (1920). S. 218—219.
- The Germans in Poland. London: Williams and Norgate, [1929].
- Ostpreussen—deutsch in Vergangenheit, Gegenwart und Zukunft. Berlin-Leipzig: W. de Gruyter & Co., 1933.
- Gegen den Korridor, Polnische Zeugnisse und Tatsachen. Berlin: E. Runge, 1933.
- Das ukrainische Problem // Volk und Reich. Heft 8 (1933). S. 711—720.
- Dominium maris baltici. Berlin: G. Stilke, 1936.
- Ukraine: Land der Zukunft. Berlin: R. Hobbing, 1939.
- Osteuropa historisch-politisch gesehen. II. Teil: Polen. Potsdam: Rütten & Loening Verlag, 1942.